# Георг II фон Зайн-Витгенщайн
Георг II фон Сайн-Витгенщайн (на немски: Georg II von Sayn-Wittgenstein-Berleburg; * 30 април 1565; † 16 декември 1631) от рода Зайн-Витгенщайн е граф на Зайн-Витгенщайн-Берлебург (1607 – 1631).
Той е най-възрастният син на граф Лудвиг I фон Зайн-Витгенщайн (1532 – 1605) и първата му съпруга Анна фон Золмс-Браунфелс (1538 – 1565), дъщеря на граф Филип фон Золмс-Браунфелс и Анна фон Текленбург.  Сестра му Йоханета (1561 – 1622) се омъжва през 1586 г. в Берлебург за граф Йохан VI фон Насау-Диленбург (1536 – 1606). Полусестра му Амалия (1585 – 1633) се омъжва през 1605 г. за граф Георг фон Насау-Диленбург (1562 – 1623), а полусестра му Катарина (1588 – 1651) се омъжва през 1615 г. за княз Лудвиг Хайнрих фон Насау-Диленбург (1594 – 1662).
Георг наследява северната част на графство Витгенщайн с резиденция в Берлебург и имперското господство Хомбург. Той основава линията на графовете на Зайн-Витгенщайн-Берлебург, чиито представители са издигнати през 1792 г. в ранг имперски графове.
През 1605 г. Зайн-Витгенщайн се разделя на линиите Зайн-Витгенщайн-Берлебург и Зайн-Витгенщайн-Витгенщайн. Полубрат е на Вилхелм II (1569 – 1623), граф на Сайн-Витгенщайн-Хахенбург, и Лудвиг II (1571 – 1634), граф на Сайн-Витгенщайн-Витгенщайн.

## Фамилия
Георг II се жени на 12 юни 1596 г. за графиня Елизабет фон Насау-Вайлбург (* 12 април 1572 във Вайлбург; † 28 март 1607 в Берлебург), дъщеря на граф Албрехт фон Насау-Вайлбург и Анна фон Насау-Диленбург. Двамата имат децата:
- Лудвиг Албрехт (1597)
- Лудвиг Казимир (1598 – 1643), граф на Зайн и Витгенщайн-Хомбург, женен на 26 август 1627 за графиня Елизабет Юлиана фон Насау-Саарбрюкен-Вайлбург (1598 – 1682)
- Ернст (1599 – 1649), граф на Сайн и Витгенщайн-Хомбург, женен I. за Елизабет фон Зайн-Витгенщайн († 1641) и II. за Кристина фон Валдек-Вилдунген (1614 – 1679)
- Филип (1601 – 1602)
- Елизабет
- Анна Магдалена (1603 – 1654)
- Георг III (1605 – 1680), граф на Сайн-Витгенщайн-Берлебург, женен за графиня Елизабет Юлиана фон Насау-Саарбрюкен-Вайлбург (1598 – 1682)
- Ото (1606 – 1621)

Втори път той се жени на 7 ноември 1608 г. за графиня Мария Анна Юлиана фон Насау-Диленбург (* 8 април 1592, † 13 май 1645), дъщеря на граф Георг фон Насау-Зиген-Байлщайн и графиня Анна Амалия фон Насау-Саарбрюкен. Двамата имат децата:
- Йохан Филип (1609 – 1636)
- Вилхелм (1610)
- Йохан (1611 – 1632)
- Вилхелм (1613 – 1641)
- Йохан Филип
- Анна Амалия
- Бернхард (1622 – 1675), граф на Сайн и Витгенщайн-Ноймаген, женен I. за графиня Елизабет Юлиана фон Насау-Зиген (1620 – 1665); II. за графиня Вилхелмина Юлиана фон Берг с'Хееренберг (1638 – 1714)